# 三問三答
三問三答（さんもんさんとう）とは、鎌倉時代・室町時代の訴訟手続（所務沙汰）において、訴状と陳状のやりとりが3度くり返されたこと。この手続は鎌倉幕府のもとで、とくに中期以降に典型的に発達したことが知られている。

## 概要
鎌倉時代の訴訟においては、訴人（原告）は、訴状に具書（証拠書類）を添えて、鎌倉幕府の訴訟機関である問注所に提出しなければならなかった。訴状を受理した問注所は引付衆に進達し、引付衆は訴状を論人（被告）に開示したうえで、書面による答弁を求めた。これを受けた論人は、反論のための陳状（答弁書）を提出した。陳状は引付衆を介して訴人へ渡され、この後、訴人から書面で2回反駁を加え、論人からも書面で2回反論することができた。これを三問三答といい、そのうえで当事者を招集し、引付衆の眼前で直接互いに相論をさせたのである。その際、相手方の悪口を述べた場合には処罰される事例もあった（『御成敗式目』）。
なお、最初の訴状を「本解状」（ほんげじょう）ないし「初問状」（しょもんじょう）、最初の陳状を「初答状」（しょとうじょう）と呼び、2回目・3回目の訴状はそれぞれ「二問状」・「三問状」、2回目・3回目の陳状はそれぞれ「ニ答状」・「三答状」と呼んで、互いに区別した。また、二問状・三問状を合わせて「重訴状」（じゅうそじょう）ないし「重申状」（じゅうもうしじょう）、ニ答状・三答状を合わせて「重陳状」（じゅうちんじょう）と呼称することもあった。